# Fallicambarus danielae
Fallicambarus danielae är en kräftdjursart som beskrevs av Hobbs 1975. Fallicambarus danielae ingår i släktet Fallicambarus och familjen Cambaridae. IUCN kategoriserar arten globalt som nära hotad. Inga underarter finns listade i Catalogue of Life.